# Stefan Zankow
Stefan Stantschew Zankow (bulgarisch Стефан Станчев Цанков; * 4. Juli 1881 in Gorna Orjachowiza, Bulgarien; † 20. März 1965 in Sofia, ebenda) war ein bulgarisch-orthodoxer Theologe und Erzpriester.

## Leben und Wirken
Zankow studierte in einem orthodoxen Seminar die Liturgie und Spiritualität der bulgarischen Orthodoxie und wurde zum Priester geweiht. Später erhielt er auch die Weihe zum Erzpriester.
Zankow trat hervor durch seine geistige Durchdringung der orthodoxen Religiosität, veröffentlichte darüber Bücher und trat bei Vorträgen im In- und Ausland auf. Den Kern der orthodoxen Gottesverehrung sieht er so:

„In der Liturgie der orthodoxen Kirche ... sind Lehre und Erlebnis, Symbol und Wirklichkeit, Geschichte und Gegenwart, Gott und Mensch vereinigt“

Besonders durch seine 1927 gehaltenen Vorträge zum Thema „Das orthodoxe Christentum des Ostens: sein Wesen und seine gegenwärtige Gestalt“ (Gastvorträge, gehalten an der Berliner Universität) wurden seine Einsichten einer größeren kirchlichen und akademischen Öffentlichkeit bekannt.
Durch die Ergebnisse seiner Forschungstätigkeit wurde er mit einer Professur bedacht.
Er war Mitglied der Christlichen Friedenskonferenz und arbeitete mit bei ihrer Ersten und Zweiten Tagung 1958 und 1959 in Prag.

## Deutschsprachige Werke
- Die Verfassung der bulgarischen orthodoxen Kirche, (1918)[4]
- Das Orthodoxe Christentum des Ostens (1928)[5]
- Die Verwaltung der bulgarischen orthodoxen Kirche (1920)
- Die prinzipiellen Schwierigkeiten der Abhaltung eines Ökumenischen Konzils, (Communication) - in: H. S. AlivisatosS (ed.) Proces-verbaux du premier Congres de Theologie Orthodoxe a Athenes, 29 Novembre - 6 Decembre 1936, p. 269-282;

## Nachwirkung
Am 24. November 2008 fand in der Theologischen Fakultät an der Universität Sofia eine Internationale Konferenz zum Gedenken an Prof. Protopresbyter Stefan Zankow statt aus Anlass der 120-jährigen Feier der Universität Sofia und des 85-jährigen Jubiläums der Theologischen Fakultät.